# Guy Scott
Guy Lindsay Scott (ur. 1 czerwca 1944 w Livingstone) – zambijski polityk, pełniący obowiązki prezydenta Zambii od 28 października 2014 do 25 stycznia 2015.

## Życiorys
Scott jest synem Szkota i Brytyjki, którzy przybyli do ówczesnej Rodezji Północnej będącej brytyjską kolonią w latach 40. XX wieku i osiedli w stolicy Livingstone. Jego ojciec, Alexander Scott zyskał sympatię mieszkańców Livingstone jako sumiennie pełniący swoje obowiązki lekarz, ponadto zapisał się też w historii miasta jako założyciel krytycznego wobec kolonialnej władzy dziennika Post. Ponadto był posłem zasiadającym w parlamencie, a mandat zyskał także w niepodległej, postkolonialnej Zambii.
Guy Scott aby zdobyć wykształcenie przybył do Wielkiej Brytanii, gdzie studiował matematykę i ekonomię w Trinity Hall na Uniwersytecie Cambridge oraz kognitywistykę na Uniwersytecie Sussex. Następnie prowadził badania i wykłady z dziedziny robotyki w Uniwersytecie Oksfordzkim . Po powrocie do Zambii objął stanowisko ministra finansów w rządzie Kennetha Kaundy, zrezygnował jednak po, jak określił, dostrzeżeniu socjalistycznych skłonności prezydenta, po czym przeszedł do obozu opozycyjnego. W 1991 roku po pierwszych wolnych wyborach wygranych przez opozycję objął stanowisko ministra rolnictwa i rybołówstwa, które pełnił do roku 1993. W kolejnych latach z powodu braku jedności i porozumienia wśród obozu rządzącego Scott zmieniał frakcje i partie, aż wreszcie w 2001 roku ostał w ugrupowaniu Front Patriotyczny przewodzonym przez Michaela Satę szybko stając się jego zaufanym współpracownikiem. W 2011 roku, kiedy Sata objął urząd prezydenta, mianował Scotta wiceprezydentem państwa. Ponadto powierzano mu często reprezentowanie Zambii w wyjazdach zagranicznych.
28 października 2014 roku, kiedy prezydent Sata niespodziewanie zmarł w wieku 77 lat, Scott do czasu nowych wyborów prezydenckich na początku 2015 roku przejął obowiązki prezydenta kraju. Wydarzenie to wywołało zainteresowanie nie tylko w Afryce, ale i na świecie, gdyż Scott reprezentuje nieliczną w Zambii (na tle innych krajów Afryki Południowej wręcz znikomą) białoskórą mniejszość i jest on pierwszym od 1994 roku, kiedy to urzędowanie zakończył Frederik de Klerk, białoskórym przywódcą afrykańskiego państwa. Funkcja Scotta była jednak wyłącznie przejściowa i nie mógł on podjąć się kandydatury w kolejnych wyborach prezydenckich, gdyż z racji zambijskiej konstytucji nie tylko kandydat, ale i jego rodzice muszą być urodzeni w Zambii.

## Popularność
Scott jest postacią lokalnie bardzo dobrze rozpoznawalną i szanowaną, a mimo rzadkiego wśród Zambijczyków koloru skóry przez wielu mieszkańców kraju jest traktowany jak tubylec. De facto ta postawa nie bierze się z niczego, gdyż aktywny społecznie i politycznie Scott urodził się i wychował w Zambii. P.o. prezydenta ponadto znany jest z ciętego języka i kontrowersyjnych wypowiedzi, w których nie szczędzi krytyki ekipie rządzącej Południowej Afryki, zarzucając im pychę, niekompetencje i popełnianie tych samych błędów, jakie popełniano za apartheidu, a także sytuacji w Afryce, gdzie jak mówi, wszystkie porażki próbuje zrzucić się na czasy kolonialne.